# Амброджо де Предис
Джова́нни Амбро́джо де Пре́дис (итал. Giovanni Ambrogio de Predis; около 1455 — около 1508) — итальянский художник эпохи Высокого Возрождения ломбардской школы, работавший вместе с Леонардо да Винчи. Один из самых характерных леонардесков.
Амброджо де Предис родился в Милане. Его братья, Евангелиста, Бернардино и Кристофоро, также были художниками. Мало известно о его обучении. Сначала он работал со своим братом Кристофоро. Затем вместе со своим братом Бернардино работал над проектами в Милане. Именно в это время он познакомился с Леонардо да Винчи.
Этот мастер работал на миланском Монетном дворе, изготовляя рисунки монет и медалей, что привило ему любовь и мастерство к профильному портрету. Ему приписывается целая группа подобных изображений, главным образом, женских.
Точная дата смерти Амброджо де Предиса не известна: нотариальный акт датирован 12 июля 1509 года.
- Массимилиано Сфорца
- Портрет дамы (Беатриче д'Эсте?)
- Неизвестный
- Святой Себастьян